# 玉田镇 (甘洛县)
玉田镇，是中华人民共和国四川省凉山彝族自治州甘洛县下辖的一个乡镇级行政单位。2020年6月，撤销则拉乡，将原则拉乡所属行政区域划归玉田镇管辖。
本乡则拉等村落为尔苏藏族的聚居地。

## 行政区划
玉田镇下辖以下地区：
永久村、赤福村、勿西村、罗马村、林杂村、觉铁村和阿寨村。